# Cantón de Grignols
El cantón de Grignols era una división administrativa francesa, que estaba situada en el departamento de Gironda y la región de Aquitania.

## Composición
El cantón estaba formado por diez comunas:
- Cauvignac
- Cours-les-Bains
- Grignols
- Labescau
- Lavazan
- Lerm-et-Musset
- Marions
- Masseilles
- Sendets
- Sillas

## Supresión del cantón de Grignols
En aplicación del Decreto nº 2014-192 de 20 de febrero de 2014, el cantón de Grignols fue suprimido el 22 de marzo de 2015 y sus 10 comunas pasaron a formar parte del nuevo cantón de Sur de Gironda.